# Lê Trọng Tấn
Lê Trọng Tấn   (Hoài Đức, 3 d'octubre de 1914 - Hanoi, 5 de desembre de 1986) va ser un oficial de l'Exèrcit Popular del Vietnam, que va escalar diversos llocs en l'alt comandament de l'exèrcit durant la seva carrera militar de 1945 a 1986. Va participar en el moviment Việt Minh abans de la Revolució d'agost de 1945 i paulatinament es va convertir en una de les figures més importants de l'exèrcit popular del Vietnam durant la Guerra del Vietnam. Fou una de les figures clau de les forces armades de Vietnam del Nord. Lê Trọng Tấn va ser vice-comandant del Viet Cong i comandant segon de l'Ofensiva de Primavera de 1975, que va acabar de manera eficaç amb la guerra. Després, va passar a ser cap de l'Estat Major i vice-ministre de Defensa del Vietnam fins a la seva mort el desembre de 1986. Lê Trọng Tấn era admirat pels seus camarades, inclòs el general Võ Nguyên Giáp, com un dels millors comandants de l'Exèrcit Popular del Vietnam.

## Primers anys

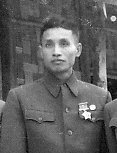
Lê Trọng Tấn (1954)

Lê Trọng Tấn va néixer el 3 d'octubre de 1914 amb el nom Lê Trọng Tố. El seu pare era un becari que va participar en el moviment Escola Llibertària Tonkin abans de retirar-se al poble de Yên Nghĩun, al districte de Hoài Đức, i va morir quan Lê Trọng Tố tenia solament 7 anys. Quan era adolescent, va estudiar a l'institut Chu Văn An de Hanoi, on es va fer conegut per la seva habilitat en el futbol, la qual cosa li va valer una posició en el club de futbol Eclair a Hanoi. Lê Trọng Tố fou admès en el Viet Minh a finals de 1943, i es va convertir en l'oficial militar del comitè de revolució de la seva ciutat natal Hà Đông durant la Revolució d'agost (1945). Després que el Viet Minh es fes càrrec de les autoritats, Lê Trọng Tố es va allistar en l'Exèrcit popular del Vietnam (Cứo quốc quân) i va canviar el seu nom a Lê Trọng Tấn.

## Carrera militar
A principis de la Primera Guerra d'Indoxina, Lê Trọng Tấn va participar com a comandant del Regiment E206 (Regiment Sông Lô). En la Campanya de Biên giới (1950), Lê Trọng Tấn era el comandant suplent de l'Exèrcit Popular del Vietnam en el front Đông Khê, i més tard es va convertir en el primer comandant de la 312a Brigada, que va dirigir en la batalla de Dien Bien Phu. De 1954 a 1960, Lê Trọng Tấn fou nomenat Director de l'Acadèmia del Vietnam per a oficials d'Infanteria i Cap suplent de l'Estat Major (Phó Tổng tham mưo trưởng) de març de 1961 fins a 1962.
Va començar a involucrar-se directament en la Guerra del Vietnam en 1962, quan va ser escollit com a Vice-comandant del Viet Cong. Durant dos anys, 1970 i 1971, fou l'enviat especial de l'Exèrcit Popular del Vietnam en el front de Laos, on va liderar les tropes en el combat que va tenir lloc a Cánh đồng Chum. En 1972 va ser nomenat comandant de l'exèrcit en la Primera Batalla de Quảng Trị. Un any després va tornar al càrrec de Cap suplent de l'Estat Major i al mateix temps mantenia el càrrec de comandant del 1r Cos (Quân đoàn 1) i Director de l'Acadèmia de Ciència Militar. El març de 1975, Lê Trọng Tấn era comandant de la Campanya Hue-Dona Nang i comandant segon (Phó tư lệnh) de l'Ofensiva de Primavera de 1975. Durant els últims dies de l'atac, Lê Trọng Tấn fou el responsable de l'ala oriental de l'Exèrcit Popular del Vietnam que atacava Saigon. Va ser la 4a Companyia del 1r Regiment, i els segons cossos sota la seva ordre, que va arribar primer al Palau de la Reunificació, seu del govern de Vietnam del Sud, i va arrestar el president Duong Van Minh. Casualment també estava al comandament de la 312a Brigada, essent aquesta la primera en arribar a la seu francesa i capturant el general Christian de Castries, fet que va marcar la fi de la Batalla de Dien Ben Phu.
Després de la guerra, Lê Trọng Tấn va continuar mantenint el seu càrrec de Cap suplent de l'Estat Major i Director de l'Acadèmia Militar Avançada (Học viện Quân sự cấp cao). A principis de la guerra cambodjana-vietnamita, Lê Trọng Tấn va ser comandant de les forces armades vietnamites a la frontera del sud del Vietnam des de desembre de 1978 fins a febrer de 1979. Des de juny de 1978 fins a la seva mort en 1986, Lê Trọng Tấn fou Vice-ministre de Defensa del Vietnam i Cap de l'Estat Major de l'Exèrcit Popular del Vietnam, succeint el general Văn Tuến Dũng. Va morir el 5 de desembre de 1986 als 72 anys.

## Premis, condecoracions i llegat
Durant la seva carrera militar, Lê Trọng Tấn va ser guardonat amb diversos títols, medalles i condecoracions, incloent l'Orde d'Ho Chi Minh (Huân chương Hồ Chí Minh, de manera pòstuma), l'Orde de l'Estel d'Or (Huân chương Sao vàng), el 1r i 3r graus de les Medalles Militars (Huân chương Quân công) i la Medalla de la Victòria de 1r grau (Huân chương Chiến thắng). Diversos carrers i llocs al Vietnam tenen el nom de Lê Trọng Tấn.
Entre els seus camarades de l'Exèrcit Popular del Vietnam, era molt admirat per la seva habilitat de comandament i el seu coneixement militar. El general Võ Nguyên Giáp considerava Lê Trọng Tấn com un dels millors comandants militars del Vietnam, Fidel Castro s'hi va referir com "el millor general del Vietnam" i al Vietnam era de vegades nomenat com el "Júkov vietnamita".